# Funastrum
Genre
Classification phylogénétique
Funastrum est un genre végétal regroupant des plantes à fleurs de la famille des Asclepiadaceae.

## Liste d'espèces
Selon ITIS:
- Funastrum clausum (Jacq.) Schlechter
- Funastrum crispum (Benth.) Schlechter
- Funastrum cynanchoides (Dcne.) Schlechter
- Funastrum hirtellum (Gray) Schlechter
- Funastrum torreyi (Gray) Schlechter